# Helmut Marko
Helmut Marko (Graz, 27 de abril de 1943) é um ex-piloto de Fórmula 1 austríaco. Disputou dez etapas da categoria entre 1971 e 1972. Em 1971, com Van Lennep, ele venceu as 24 Horas de Le Mans. Durante este ano, eles bateram o recorde de distância (5,335.313 quilômetros em uma velocidade média de 222.304 km/h) que ainda detêm. Encerrou a  carreira prematuramente ainda em 1972, no GP da França, quando a Lotus de Emerson Fittipaldi levantou uma pedra, e esta acertou o capacete de Marko, que ficou cego do olho esquerdo. Mesmo assim, continuou ligado ao automobilismo, tendo trabalhado como dono de equipe na Fórmula 3 e na Fórmula 3000, sendo o manager de seus compatriotas Gerhard Berger e Karl Wendlinger.
Desde 2005 é consultor da equipe Red Bull Racing.

## Resultados na Fórmula 1
| Ano  | Equipe               | Chassis     | Motor                | 1         | 2         | 3   | 4        | 5         | 6         | 7         | 8         | 9         | 10        | 11        | 12  | Pontos | Posição  |
| ---- | -------------------- | ----------- | -------------------- | --------- | --------- | --- | -------- | --------- | --------- | --------- | --------- | --------- | --------- | --------- | --- | ------ | -------- |
| 1971 | Ecurie Bonnier       | McLaren M7C | Ford Cosworth DFV V8 | RSA       | ESP       | MON | NED      | FRA       | GBR       | GER DNS G |           |           |           |           |     | 0      | NC (29º) |
| 1971 | Yardley Team BRM     | BRM P153    | BRM P142 V12         | RSA       | ESP       | MON | NED      | FRA       | GBR       |           | AUT 11º F | ITA Ret F | CAN 12º F |           |     | 0      | NC (29º) |
| 1971 | Yardley Team BRM     | BRM P160    | BRM P142 V12         | RSA       | ESP       | MON | NED      | FRA       | GBR       |           |           |           |           | EUA 13º F |     | 0      | NC (29º) |
| 1972 | Austria Marlboro BRM | BRM P153    | BRM P142 V12         | ARG 10º F | RSA 14º F | ESP |          |           |           | GBR       | GER       | AUT       | ITA       | CAN       | EUA | 0      | NC (25º) |
| 1972 | Austria Marlboro BRM | BRM P153B   | BRM P142 V12         |           |           | ESP | MON 8º F | BEL 10º F |           | GBR       | GER       | AUT       | ITA       | CAN       | EUA | 0      | NC (25º) |
| 1972 | Austria Marlboro BRM | BRM P160B   | BRM P142 V12         |           |           | ESP |          |           | FRA Ret F | GBR       | GER       | AUT       | ITA       | CAN       | EUA | 0      | NC (25º) |

### 24 Horas de Le Mans[3]
| Ano  | Classe | N# | Equipe              | Co-Pilotos      | Chassis               | Motor                | Pneus | Largada | Final   | Clas. Pos | Voltas |
| ---- | ------ | -- | ------------------- | --------------- | --------------------- | -------------------- | ----- | ------- | ------- | --------- | ------ |
| 1970 | P 3.0  | 27 | Martini Racing Team | Rudi Lins       | Porsche 908/2L        | Porsche 3.0L Flat-8  | D     | 22ª     | 3º      | 1º        | 335    |
| 1971 | S 5.0  | 22 | Martini Racing Team | Gijs van Lennep | Porsche 917K          | Porsche 4.9L Flat-12 | F     | 5ª      | 1º      | 1º        | 397    |
| 1972 | S 3.0  | 17 | Autodelta SpA       | Vic Elford      | Alfa Romeo Tipo 33TT3 | Alfa Romeo 3.0L V8   | G     | 6ª      | DNF 25º | 11º       | 232    |

↑1  Equipe não oficial da McLaren.